# Майлі Сайрус
Ма́йлі Рей Сайрус (англ. Miley Cyrus, справжнє ім'я Де́стіні-Го́уп Са́йрус (англ. Destiny Hope Cyrus); нар. 23 листопада 1992)  — американська співачка, авторка пісень і акторка. Її називають «Поп-хамелеоном», її визнають за її музичну універсальність та постійне художнє переосмислення. Сайрус називають «королевою підлітків» поп-культури 2000-х та вважають її однією з небагатьох прикладів дитини-акторки, яка зробила успішну кар'єру в дорослому віці також. Серед її нагород 19 Teen Choice Awards, чотири World Music Awards, три MTV Video Music Awards, дві Billboard Music Awards, Вибір народу, GLAAD Media Award і вісім рекордів з Книги рекордів Гіннеса. Вона займала дев'яту позицію серед найвидатніших жінок-виконавиць усіх часів Billboard 200, також була включена до таких списків, як Time 100 у 2008 та 2014 роках, Forbes 30 до 30 у 2014 та 2021 роках.
Сайрус є другою дочкою кантрі-співака Біллі Рея Сайруса. Вона стала кумиром підлітків, зображуючи головну героїню телесеріалу Disney Channel «Ханну Монтану». У ролі Ханни Монтани вона двічі посідала перші місця і тричі займала перші місця в чарті Billboard 200, а також займала десятку перших місць у чарті Billboard Hot 100. Початкова сольна кар'єра Сайрус складалася з дружніх підлітків поп-рокових альбомів США номер один «Meet Miley Cyrus» і «Breakout»; ці релізи містили десятку найкращих синглів США «See You Again» та «7 Things». Розширений альбом «The Time of Our Lives», посів друге місце в США; його головний сингл «Party in the USA» став одним із найбільш продаваних синглів у Сполучених Штатах і отримав діамантовий сертифікат RIAA. Сайрус також випустила кантрі-поп-баладу «The Climb», яка посіла четверте місце. Намагаючись переосмислити свій імідж, вона досліджувала денс-поп у своєму третьому альбомі «Can't Be Tamed». Запис отримав неоднозначні відгуки.
Крім музики, Сайрус знялася у фільмах «Вольт», «Ханна Монтана: Фільм», «Остання пісня», «Літо. Однокласники. Любов» і «Агент під прикриттям», а також з'явилася у «Вартових галактики 2». На телебаченні вона очолила та продюсувала документальний фільм «Майлі: Рух», працювала тренером у серіалі про співочі змагання «Голос» (2016—2017), зіграла головну роль в епізоді «Рейчел, Джек і Ешлі теж» від Netflix.

## Життєпис
Народилася 23 листопада 1992 року у Франкліні, Теннесі, у сім'ї Летиції «Тіш» Джин Сайрус (уроджена Фінлі) і кантрі-співака Біллі Рея Сайруса («Achy Breaky Heart»). Вона народилася з суправентрикулярною тахікардією, станом, який спричиняє аномальний пульс у стані спокою. Її ім'я при народженні, Дестіні Хоуп, виражало віру її батьків у те, що вона досягне великих успіхів. У 2008 році вона офіційно змінила своє ім'я на Майлі Рей Сайрус; її друге ім'я вшановує її діда, політика-демократа Рональда Рея Сайруса, який був із Кентуккі. Хрещена мати — співачка Доллі Партон (Dolly Parton), «королева кантрі-музики».
Батьки Сайрус таємно одружилися 28 грудня 1993 року, через рік після її народження. У них народилося ще двоє дітей, син Брейсон і дочка Ноа. Від попередніх стосунків її мати має ще двох дітей, Бренді та Трейс. Перша дитина її батька, Крістофер Коді, народився в квітні 1992 року і ріс окремо від своєї матері, офіціантки Крістін Лакі, у Південній Кароліні.
У дитинстві Дестіні багато посміхалася і отримала прізвисько Сма́йлі (англ. Smiley від smile, посмішка), яке пізніше було скорочено до Майлі. Офіційно змінила своє ім'я з Дестіні Гоуп Сайрус на Майлі Рей Сайрус 1 травня 2008. Прихильники Майлі звуть себе «смайлерами».
Сайрус відвідувала початкову школу Heritage в окрузі Вільямсон , а вона та її сім'я жили в Томпсон-Стейшн, штат Теннессі. Коли її взяли на роль у фільмі «Ханна Монтана», сім’я переїхала до Лос-Анджелеса, і вона відвідувала «Варіанти молодіжних чартерних шкіл», навчаючись із приватним репетитором на знімальному майданчику. Вихована як Християнка, вона була охрещена в південній баптистській церкві. Під час дитинства вона регулярно відвідувала церкву. У 2001 році, коли Сайрус було вісім років, вона з родиною переїхала до Торонто, Канада, поки її батько знімав телесеріал «Доктор». Після того, як Біллі Рей Сайрус взяв її подивитись постановку Мірвіша «Mamma Mia» у 2001 році у Королівському театрі Майлі Сайрус схопила його за руку і сказала: «Це я хочу грати, тату. Я хочу бути актрисою». Вона почала брати уроки співу та акторської майстерності в акторській студії Армстронга в Торонто. 
Зустрічалася з Джастіном Гастоном, Ніком Джонасом і з партнером по фільму «Остання пісня» Ліамом Гемсвортом. Мала також стосунки з жінками, Стеллою Максвелл (2015), Кейтлінн Картер (2019). В 2013 році журнал Maxim поставив її на перше місце у списку «100 найгарячіших і найсексуальніших жінок року». Наприкінці 2018 року, після 10 років стосунків, одружилася з Ліамом Гемсвортом. В інтерв'ю американському ELLE в липні 2019 розповіла, що стосунки з ним — «дуже складні, дуже сучасні», та що її все ще сексуально приваблюють жінки. У жовтні Сайрус та Коді Сімпсон повідомили, що перебувають у відданих та «пристрасних» стосунках після років дружби.
Восени 2018 року зняла кліп у Києві — «Nothing Breaks Like a Heart» (листопад 2018), сцена з втечею від поліції на київському Дарницькому мосту.
У жовтні 2019 року Майлі Сайрус госпіталізували із загостренням тонзиліту; лікарі виявили приховані проблеми з голосовими зв'язками. Сайрус перенесла операцію, через що змушена була відкласти роботу над новим альбомом до 2020 року.
Сайрус шульга, веганка, має сім собак, любить татуювання.

## Акторська кар'єра

### 2001—2005: Початок кар'єри
У 2001 році, коли Майлі було 8 років, її сім'я переїхала до Торонто, де Біллі Рей знімався у серіалі Doc. Пізніше Майлі сказала, що саме робота батька у цьому шоу надихнула її стати акторкою. Її бажання стало більшим після того, як вона з батьком у тому ж році відвідала постановку мюзиклу Mamma Mia.
Через деякий час Майлі почала навчатися співу та акторській майстерності у театральній студії «Армстронг» (The Armstrong Acting Studio) у Торонто. Її першою стала роль дівчинки Кайлі у одному з епізодів серіалу Doc. У 2003 році Майлі дебютувала у кіно з другорядною роллю 8-річної дівчинки Руті в трагікомедії Тіма Бертона «Велика риба» (в титрах фільму вона згадується як Дестіні Сайрус).
Отримала світову популярність завдяки серіалу «Ханна Монтана», де зіграла американську школярку Майлі Стюарт, яка одночасно є відомою поп-зіркою Ханною Монтаною. Також записала до серіалу два саундтреки «Hannah Montana» (2006) та «Hannah Montana 2/Meet Miley Cyrus» (2007), випущенні під лейбом «Walt Disney Records». З успіхом серіалу Сайрус стала кумиркою підлітків. У 2007 році підписала контракт з «Hollywood Records», щоб почати сольну кар'єру. Тоді ж організувала концертний тур «Best of Both Worlds Tour», записи з концертів якого увійшли до комерційно успішного фільму-концерту «Концертний тур Ханни Монтани і Майлі Сайрус» (Hannah Montana & Miley Cyrus: Best of Worlds Concert, 2008). У липні 2008 року Сайрус випустила перший сольний альбом «Breakout», який став дуже успішним у плані продажів. У 2009 Сайрус номінована на «Золотий глобус» у номінації «Найкраща пісня» за виконання композиції «I Thought I Lost You», яка прозвучала у мультфільмі «Вольт», у котрому вона також озвучувала одну з ролей. Улітку того ж року у прокат вийшла повнометражна версія «Ханни Монтани», а згодом і її саундтрек.

### Фільмографія
| Рік       |    | Українська назва          | Оригінальна назва             | Роль                                                    |
| --------- | -- | ------------------------- | ----------------------------- | ------------------------------------------------------- |
| 2024      | ф  | Лялі їдуть далі           | Drive-Away Dolls              | камео                                                   |
| 2019      | с  | Чорне дзеркало            | Black Mirror                  | Ешлі О (5 сезон 3 епізод)                               |
| 2016      | с  | Криза в шести сценах      | Crisis in Six Scenes          | Ленні Дейл (6 епізодів)                                 |
| 2015      | тф |                           | A Very Murray Christmas       | камео                                                   |
| 2015      | ф  | Ніч перед похміллям       | The Night Before              | камео                                                   |
| 2015      | мс |                           | Stone Quackers                | Голуб на скейтборді (голос, 1 епізод)                   |
| 2012      | ф  | Агент під прикриттям      | So Undercover                 | Моллі Морріс / Брук                                     |
| 2012      | с  | Два з половиною чоловіки  | Two and a Half Men            | Міссі (2 епізоди)                                       |
| 2012      | ф  | Літо. Однокласники. Любов | LOL                           | Лола                                                    |
| 2006—2011 | с  | Ханна Монтана             | Hannah Montana                | Майлі Стюарт / Ханна Монтана (головна роль, 101 епізод) |
| 2010      | ф  | Секс і Місто 2            | Sex and the City 2            | Майлі Сайрус                                            |
| 2010      | ф  | Остання пісня             | The Last Song                 | Ронні Міллер                                            |
| 2009      | с  | Розкішне життя на палубі  | The Suite Life on Deck        | Майлі Стюарт / Ханна Монтана (1 епізод)                 |
| 2009      | с  | Чаклуни з Вейверлі        | Wizards of Waverly Place      | Ханна Монтана / Майлі Стюарт (1 епізод)                 |
| 2009      | ф  | Ханна Монтана: Фільм      | Hannah Montana: The Movie     | Ханна / Майлі                                           |
| 2008      | мф | Вольт                     | Bolt                          | Пенні (голос)                                           |
| 2007—2008 | мс | Нова школа імператора     | The Emperor's New School      | офіціантка (голос, 6 епізодів)                          |
| 2007      | тф | Шкільний мюзикл 2         | High School Musical 2         | дівчина біля басейна                                    |
| 2007      | с  |                           | The Replacements              | Знаменитість Зірка (голос, 1 епізод)                    |
| 2006      | с  |                           | The Suite Life of Zack & Cody | Ханна / Майлі (1 епізод)                                |
| 2003      | ф  | Велика риба               | Big Fish                      | Руті у віці 8 років                                     |
| 2001—2003 | с  | Док                       | Doc                           | Кайлі (3 епізоди)                                       |

## Музична кар'єра

### Дискографія
- Hannah Montana 2: Meet Miley Cyrus (2007)
- Breakout (2009)
- Can't Be Tamed (2010)
- Bangerz (2013)
- Miley Cyrus & Her Dead Petz (2015)
- Younger Now (2017)
- She Is Coming (2019)
- Plastic Hearts (2020)
- Endless Summer Vacation (2023)
- Something Beautiful (2025)

## Нагороди

### ASCAP Pop Music Awards
| Рік  | Категорія              | Робота      | Результат |
| ---- | ---------------------- | ----------- | --------- |
| 2010 | Більш виконувана пісня | "The Climb" | Перемога  |

### American Music Awards
| Рік  | Категорія           | Робота                | Результат |
| ---- | ------------------- | --------------------- | --------- |
| 2009 | Улюблений саундтрек | Ханна Монтана (фільм) | Номінація |
| 2009 | Улюблений саундтрек | Ханна Монтана 3       | Номінація |

### BMI Awards
| Рік  | Категорія            | Робота        | Результат |
| ---- | -------------------- | ------------- | --------- |
| 2008 | Пісня, яка перемогла | See You Again | Перемога  |

### Billboard Touring Awards
| Рік  | Категорія   | Робота       | Результат |
| ---- | ----------- | ------------ | --------- |
| 2008 | Прорив року | Майлі Сайрус | Перемога  |

### City Of Hope
| Рік  | Категорія           | Робота       | Результат |
| ---- | ------------------- | ------------ | --------- |
| 2009 | Спеціальна нагорода | Майлі Сайрус | Перемога  |

### Global Action Awards
| Рік  | Категорія                                  | Робота       | Результат |
| ---- | ------------------------------------------ | ------------ | --------- |
| 2011 | Глобальне лідерство дій в інтересах молоді | Майлі Сайрус | Перемога  |

### Golden Globe Awards
| Рік  | Категорія                  | Робота               | Результат |
| ---- | -------------------------- | -------------------- | --------- |
| 2008 | Найкраща оригінальна пісня | I Thought I Lost You | Номінація |

### Broadcast Film Critics Association Awards
| Рік  | Категорія      | Робота               | Результат |
| ---- | -------------- | -------------------- | --------- |
| 2008 | Найкраща пісня | I Thought I Lost You | Номінація |

### Golden Raspberry Awards
| Рік  | Категорія        | Робота                | Результат |
| ---- | ---------------- | --------------------- | --------- |
| 2010 | Найгірша акторка | Ханна Монтана (фільм) | Номінація |
| 2011 | Найгірша акторка | Остання пісня         | Номінація |

### Gracie Allen Award
| Рік  | Категорія                                 | Робота        | Результат |
| ---- | ----------------------------------------- | ------------- | --------- |
| 2008 | Видатна жіноча роль у комедійному серіалі | Ханна Монтана | Перемога  |
| 2009 | Видатна жіноча роль у комедійному серіалі | Майлі Сайрус  | Перемога  |

### Kids' Choice Awards
| Рік  | Категорія                             | Робота                  | Результат |
| ---- | ------------------------------------- | ----------------------- | --------- |
| 2007 | Улюблена ТБ-актриса                   | Ханна Монтана           | Перемога  |
| 2008 | Улюблена ТБ-актриса                   | Ханна Монтана           | Перемога  |
| 2008 | Улюблена співачка                     | Майлі Сайрус            | Перемога  |
| 2009 | Улюблена співачка                     | Майлі Сайрус            | Перемога  |
| 2009 | Найкращий голос для анімаційного кіно | Вольт (мультфільм)      | Номінація |
| 2009 | Улюблена ТБ-актриса                   | Ханна Монтана           | Номінація |
| 2010 | Улюблена ТБ-актриса                   | Ханна Монтана           | Номінація |
| 2010 | Улюблена пісня                        | Party in the U.S.A.     | Номінація |
| 2010 | Найкраща актриса у кіно               | Майлі Сайрус            | Перемога  |
| 2010 | Найкраща співачка                     | Майлі Сайрус            | Номінація |
| 2011 | Найкраща співачка                     | Майлі Сайрус            | Номінація |
| 2011 | Улюблена актриса у кіно               | Майлі Сайрус            | Перемога  |
| 2011 | Улюблена ТБ-актриса                   | Ханна Монтана: Назавжди | Номінація |

### MTV Europe Music Awards
| Рік  | Категорія                              | Робота                         | Результат |
| ---- | -------------------------------------- | ------------------------------ | --------- |
| 2013 | Найкраще відео                         | Майлі Сайрус — «Wrecking Ball» | Перемога  |
| 2013 | Найкраща співачка                      | Майлі Сайрус                   | Номінація |
| 2013 | Найкращий поп-виконавець               | Майлі Сайрус                   | Номінація |
| 2013 | Найкращий виконавець Сполучених Штатів | Майлі Сайрус                   | Перемога  |
| 2013 | Найкращий виконавець Північної Америки | Майлі Сайрус                   | Номінація |

## Благодійність
2014 року Сайрус заснувала неприбуткову організацію «Happy Hippie», присвячену згуртуванню молоді для боротьби з несправедливістю, з якою стикається бездомна молодь, молодь-ЛГБТК і інші вразливі групи населення.
У жовтні 2014 відвідала благодійний вечір «AmfAR Inspirational Gala», на якому пожертвувала 500 тисяч доларів на розробку ліків для ВІЛ-інфікованих. 18 жовтня 2015 Майлі вирушила на щорічний мітинг «Los Angeles County Walk», організований на підтримку людей, які хворіють бічним склерозом.
Наприкінці серпня 2017 Сайрус спільно з власним фондом «Happy Hippie Foundation» пожертвувала 500 000 доларів для усунення збитків від урагану Харві. Роблячи анонс на шоу Еллен Дедженерес, співачка не стримала сліз: «Це просто дуже засмучує мене. Ви знаєте, моя бабуся сидить тут з мамою, і я йду додому до своїх 7 собак. І якби я раптом це все втратила, це було б дуже важко. Тому я рада допомагати людям будь-якими способами, і я надіюся, люди розуміють це і можуть поставити себе на місце тих людей, щоб зрозуміти — як це втратити все, що у тебе є»

## Активізм
У 2022 році під час повномасштабного російського вторгнення в Україну, яке є частиною російсько-української війни, Майлі Сайрус звернулася зі словами підтримки до українців у своїй сторінці у Твіттері. «Цього ранку було несамовито прокидатися від звісток про вторгнення в Україну. У мене був неймовірний досвід знімань кліпу Nothing Breaks Like A Heart в Києві, і я буду вічно вдячна місцевій спільноті, яка прийняла мене з розпростертими обіймами. Є місцеві повідомлення, що вже вбито щонайменше 40 українців, і цей конфлікт може призвести до ще більшої кількості смертей, ще однієї кризи з біженцями, коли так багато людей були змушені покинути свої будинки, і так я солідарна з усіма в Україні, хто постраждав від цього нападу, і з нашою світовою спільнотою, яка закликає до негайного припинення цього насильства», — написала співачка.

## Особисте життя

### Релігія
Хоча Сайрус виховувалась як Християнка і вважає себе такою в дитинстві та дорослому житті, вона містить посилання на тибетський буддизм у тексті своєї пісні «Milky Milky Milk» (2015) і також під впливом за індуїстськими віруваннями.

### Місце проживання
Зараз Майлі Сайрус проживає в Гідден-Хіллс, штат Каліфорнія, а також володіє будинком вартістю 5,8 мільйонів доларів у своєму рідному місті Франклін. 

### Активізм
У 2014 році Сайрус стала веганкою і перестала їсти продукти тваринного походження. У вересні 2020 року Сайрус розповіла в The Joe Rogan Experience, що їй довелося перейти на пескатарську дієту після того, як вона страждала від дефіциту омега-3, сказавши: «Я була веганкою протягом дуже тривалого часу, і мені довелося ввести в раціон рибу та омегу, тому що мій мозок не функціонував належним чином». Далі Майлі розповіла, що вона плакала, коли їла свою першу рибу після веганської дієти, кажучи: «Я плакала через рибу... мені справді боляче їсти рибу». Її рішення припинити бути веганкою викликало негативну реакцію серед людей у  веганській та  вегетаріанській спільноті, які звинуватили Сайрус у «поширенні дезінформації про омега-3» та «відмові від веганської дієти».
Майлі Сайрус заявила, що, на її думку, існують подвійні стандарти, коли йдеться про чоловіків і жінок, а також про образ тіла. «Я відчуваю себе однією з найбільших феміністок у світі, тому що я кажу жінкам, щоб вони нічого не боялися», — сказала вона.
Сайрус є прихильницею ЛГБТ-спільноти. Її пісня «My Heart Beats for Love» (2010) була написана для одного з її друзів геїв, тоді як вона стверджувала, що Лондон є її улюбленим місцем для виступів через його широку гей-сцену. Сайрус також має знак рівності, витатуйований на безіменному пальці на підтримку одностатевих шлюбів. Після одруження з чоловіком у 2018 році Сайрус офіційно заявила, що все ще вважає себе квір-персоною. У 2014 році вона заснувала фонд Happy Hippie, який працює над боротьбою з несправедливістю по відношенню до бездомної молоді, ЛГБТК-молоді та інших уразливих груп населення.

### Гендер
У червні 2015 року журнал Time повідомив, що Майлі гендерно змінна. Сайрус заявила, що вона не має відношення до того, бути хлопцем чи дівчиною, і, що вона не хоче, щоб її партнер ставився до неї як до хлопця чи дівчини. Сайрус заявила, що вона буквально відкрита до всіх гендерів, якщо є згода і якщо це не стосується тварин, і якщо людина є повнолітньою. 

### Стосунки
Сайрус сказала, що вона зустрічалася зі співаком і актором Ніком Джонасом з червня 2006 по грудень 2007, стверджуючи, що вони були «закохані» і почали зустрічатися незабаром після першої зустрічі. Їхні стосунки привернули значну увагу ЗМІ.З 2008 по 2009 рік у Сайрус були дев'ятимісячні стосунки з моделлю Джастіном Гастоном. Під час зйомок фільму «Остання пісня» у 2009 році у Сайрус почалися стосунки зі своїм колегою по фільму Ліамом Гемсвортом. Під час розриву Майлі була романтично пов'язана з акторами Лукасом Тіллом (2009) і Джошем Боуменом (2011). Сайрус і Гемсворт були вперше заручені з травня 2012 року по вересень 2013 року. Вона також зустрічалася з актором Патріком Шварценеггером з 2014 по 2015 і моделлю Стеллою Максвелл (2015).
Сайрус і Гемсворт відновили свої стосунки в березні 2016 року і знову заручилися в жовтні того ж року. У листопаді 2018 року будинок Сайрус і Гемсворта згорів під час пожежі Вулсі в Каліфорнії. Вона вважала, що втрата їхнього дому стала каталізатором для одруження. 23 грудня Майлі і Гемсворт одружилися на приватній церемонії одруження у своєму будинку в Нешвіллі. Вона відчувала, що її шлюб перевизначив те, як це виглядає для людини, яка є квір-персоною, яка перебуває в гетеро стосунках, хоча вона все ще відчувала сильний сексуальний потяг до жінок. 10 серпня 2019 року Сайрус оголосила про їхнє розлучення, через одинадцять днів Гемсворт подав на розлучення, посилаючись на «непримиренні розбіжності», і їхнє розлучення було завершено 28 січня 2020 року.
Після оголошення про розлучення з Гемсвортом вона зустрічалася з Кейтлін Картер із серпня по вересень 2019 року. У жовтні 2019 року Сайрус почала зустрічатися з австралійським співаком Коді Сімпсоном, своїм давнім другом. У серпні 2020 року Майлі оголосила, що вони з Сімпсоном розлучилися. Її оголошення збіглося з випуском її синглу «Midnight Sky», який був натхненний її розривами з Гемсвортом, Картером і Сімпсоном. У 2021 році Сайрус почала зустрічатися з музикантом Максом Морандо, який також працював продюсером її альбому Endless Summer Vacation (2023).

## Галерея

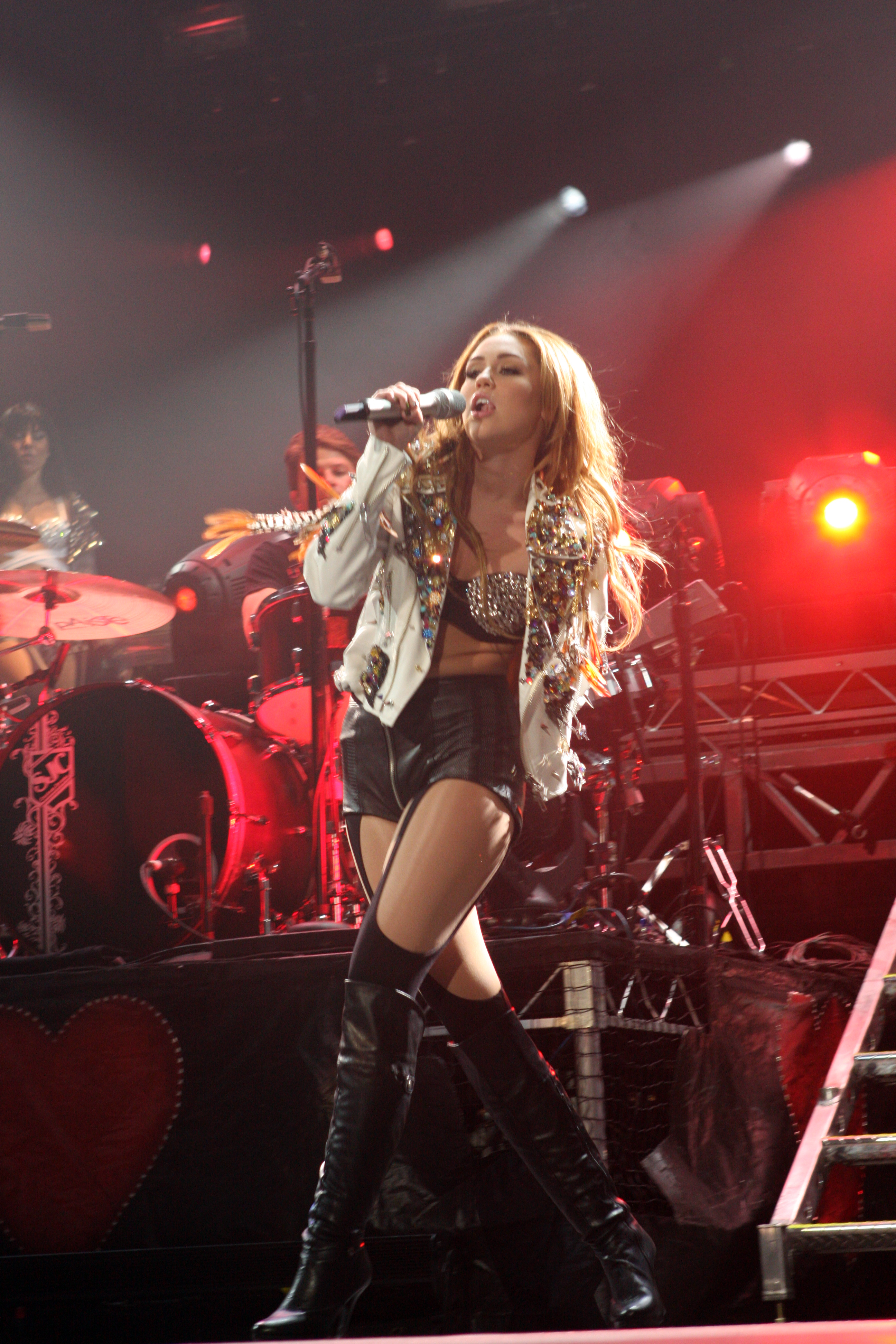
Сайрус на "Gypsy Heart Tour" в Сиднеї (травень 2011)
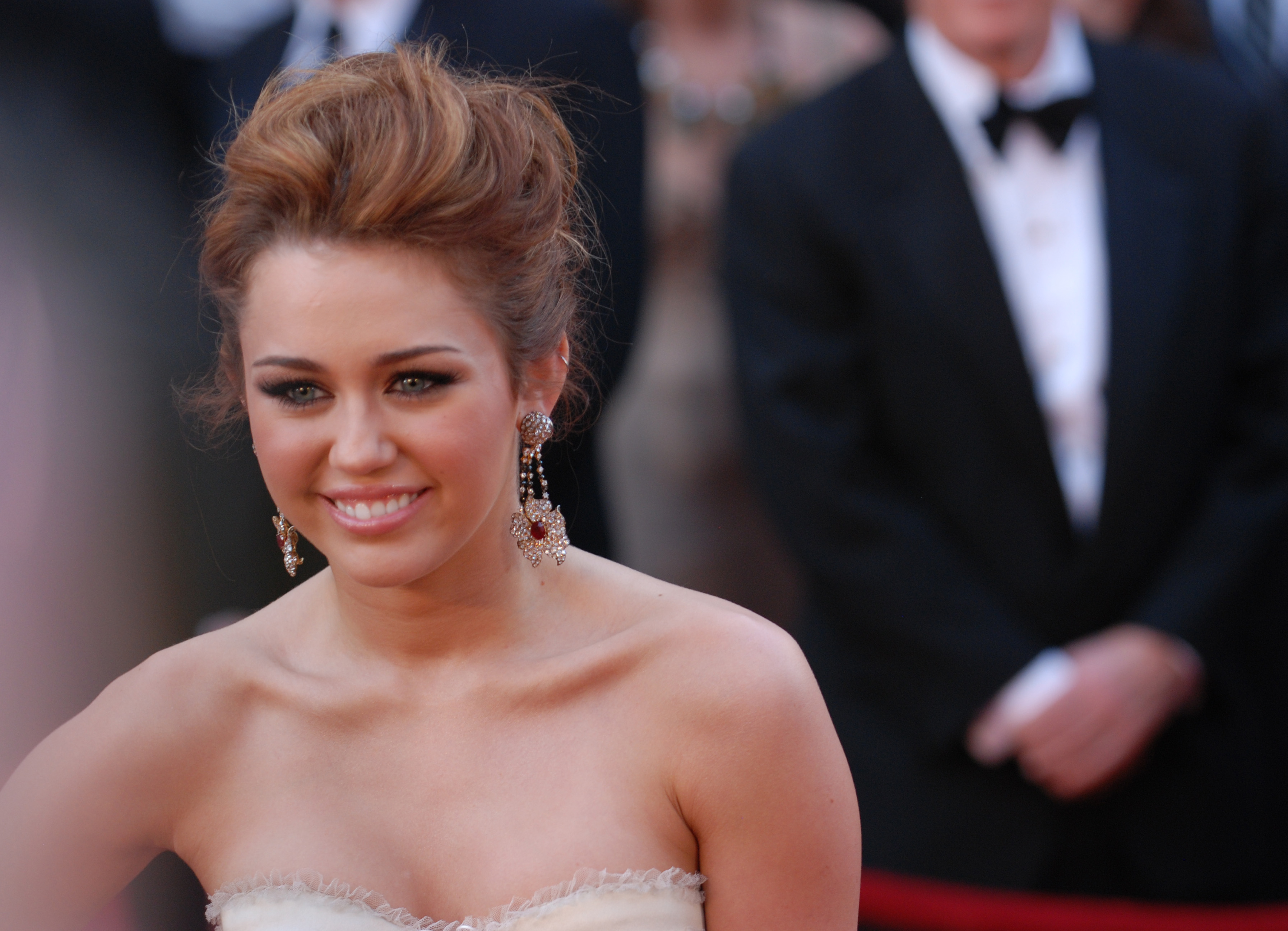
На 82-ій церемонії вручення Оскара в Голлівуді (7 березня 2010)
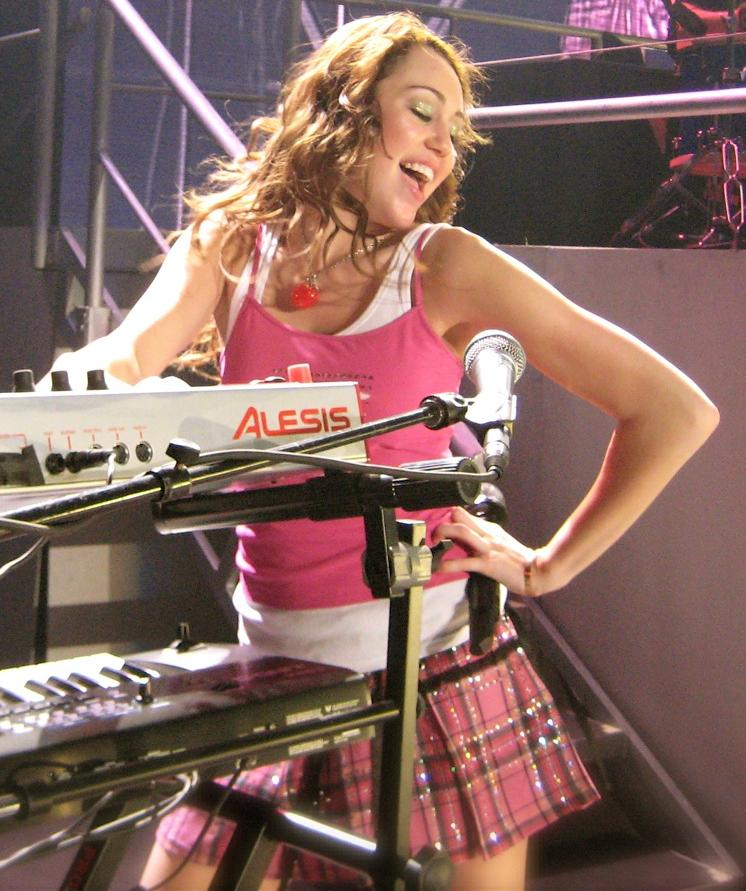
Під час виступу Майлі на "Best of Both Worlds Tour"
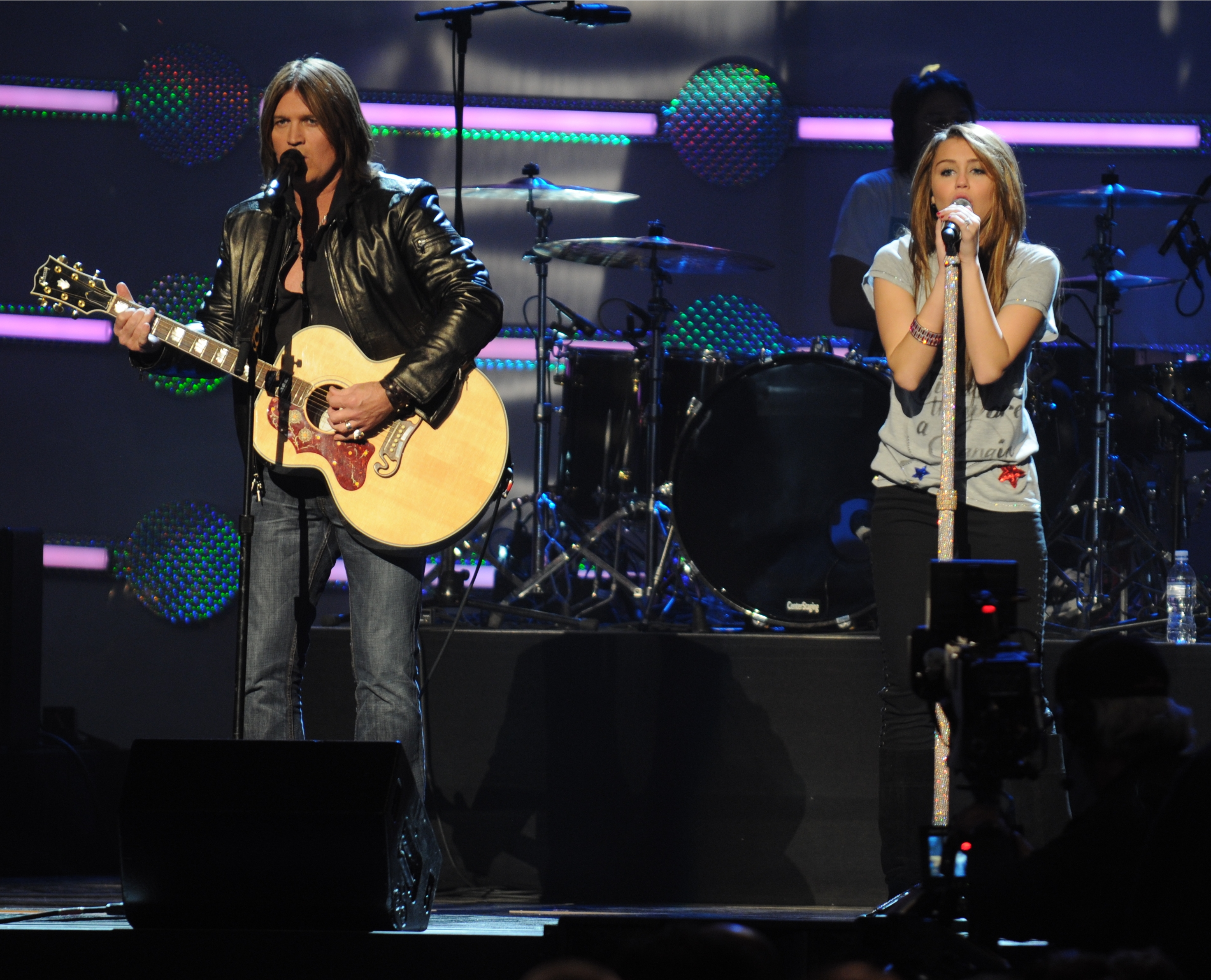
Майлі з батьком виступають на "Kids Inaugural: We Are the Future" концерті в Вашингтоні (19 січня 2009)
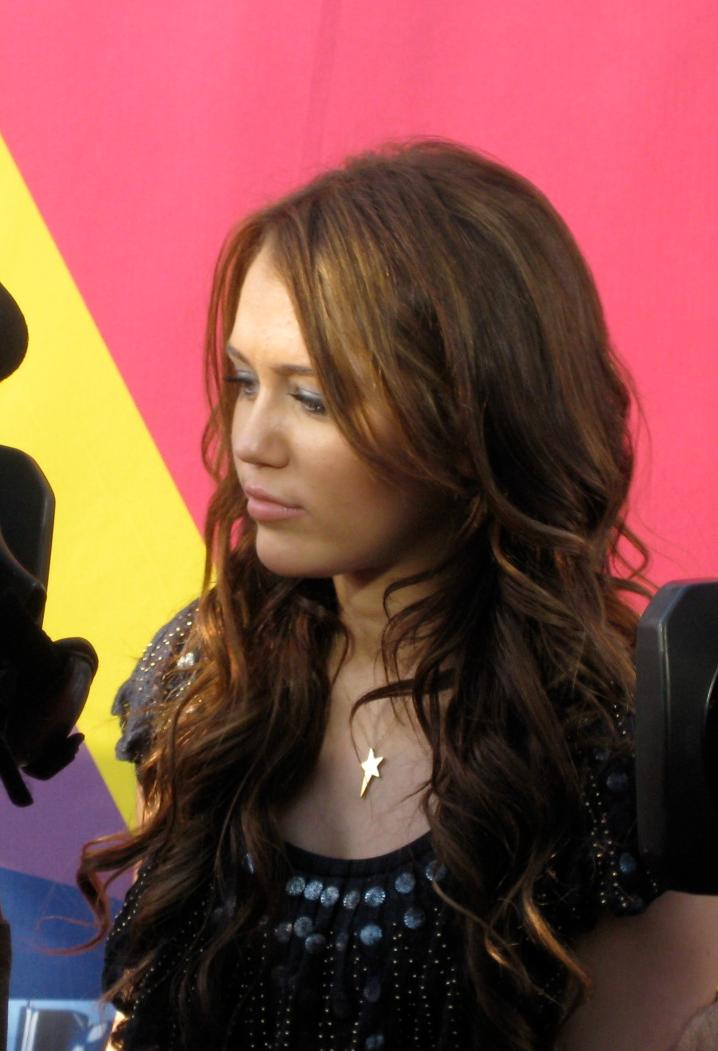
На церемонії "MTV Video Music Awards" в 2008 році
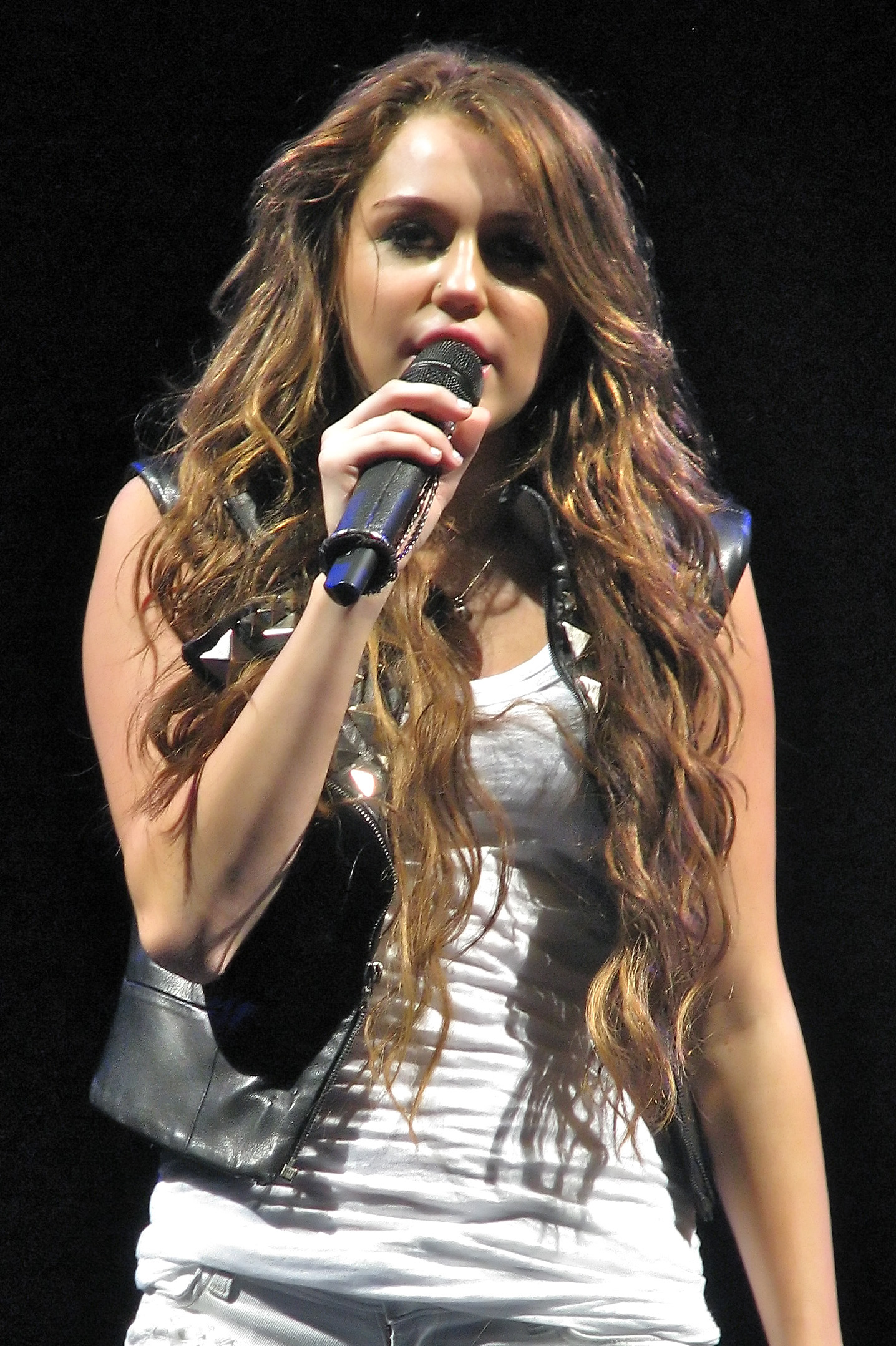
На концерті під час "Wonder World Tour"
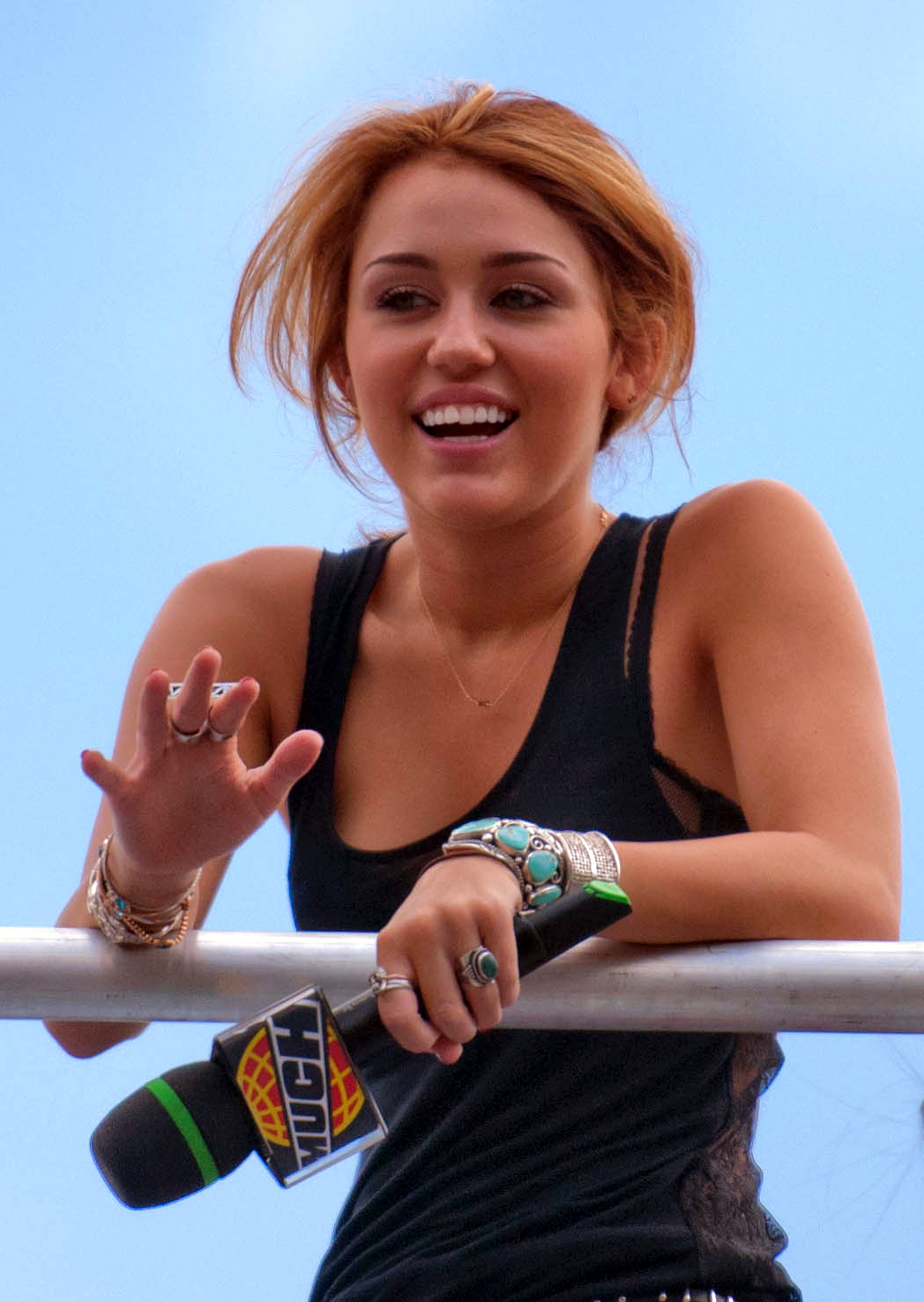
Перед виступом на "MuchMusic Video Awards"
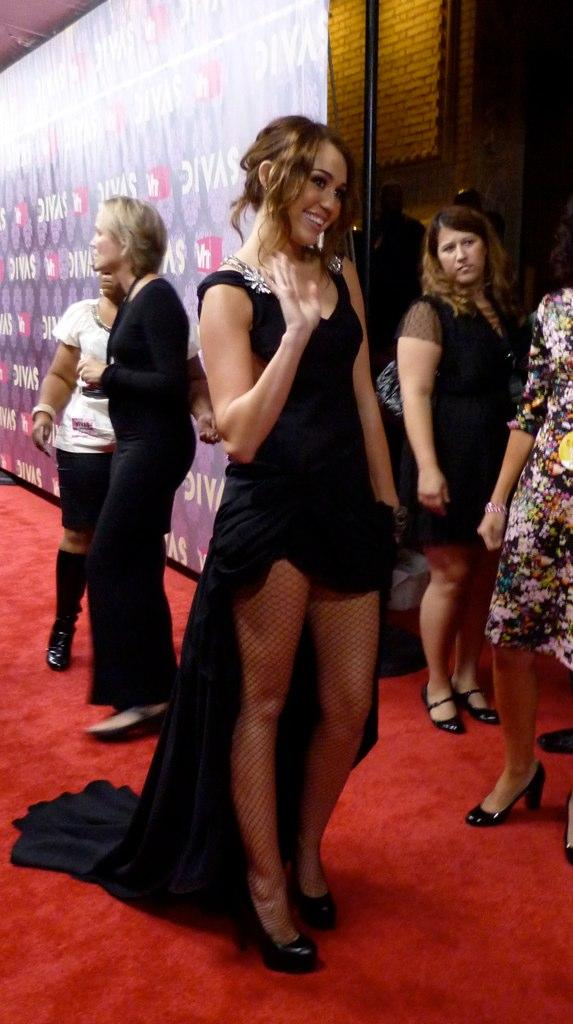
На червоній доріжці під час "Vh1 Divas" в 2009 році
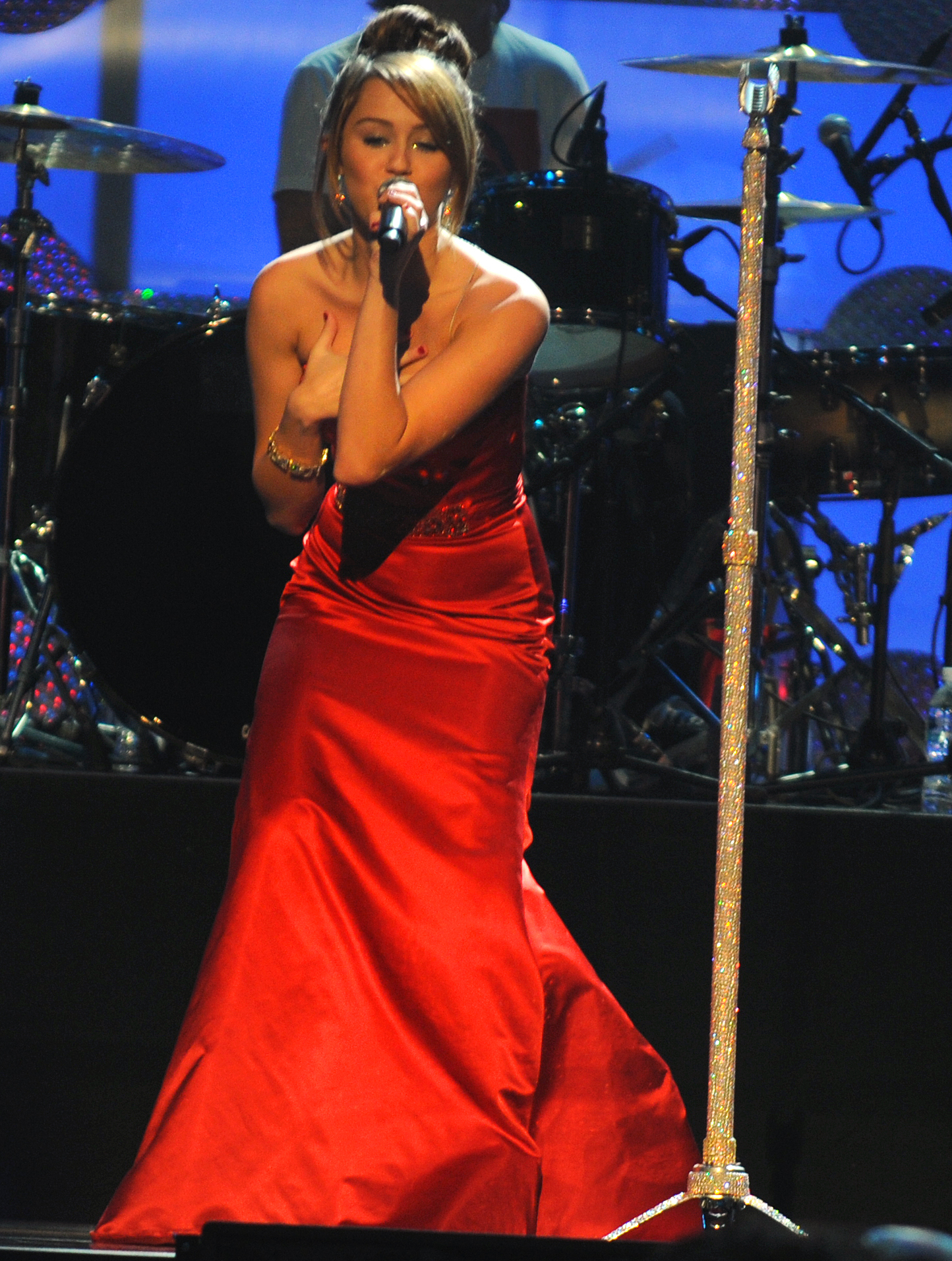
На концерті Kids Inaugural: We Are the Future" в Вашингтоні (19 січня 2009)
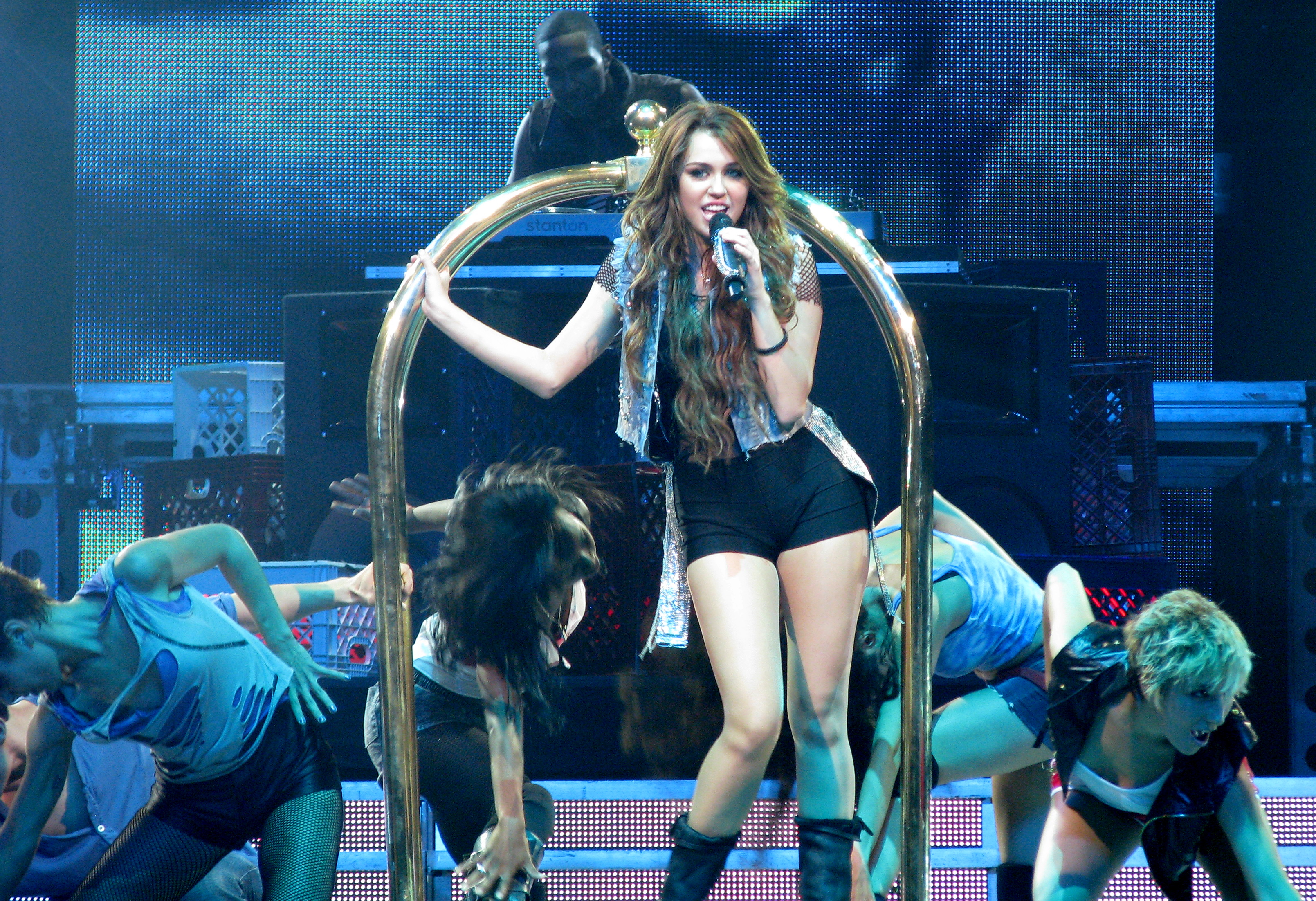
На "Party in the U.S.A." в Портланді (14 вересня, 2009)
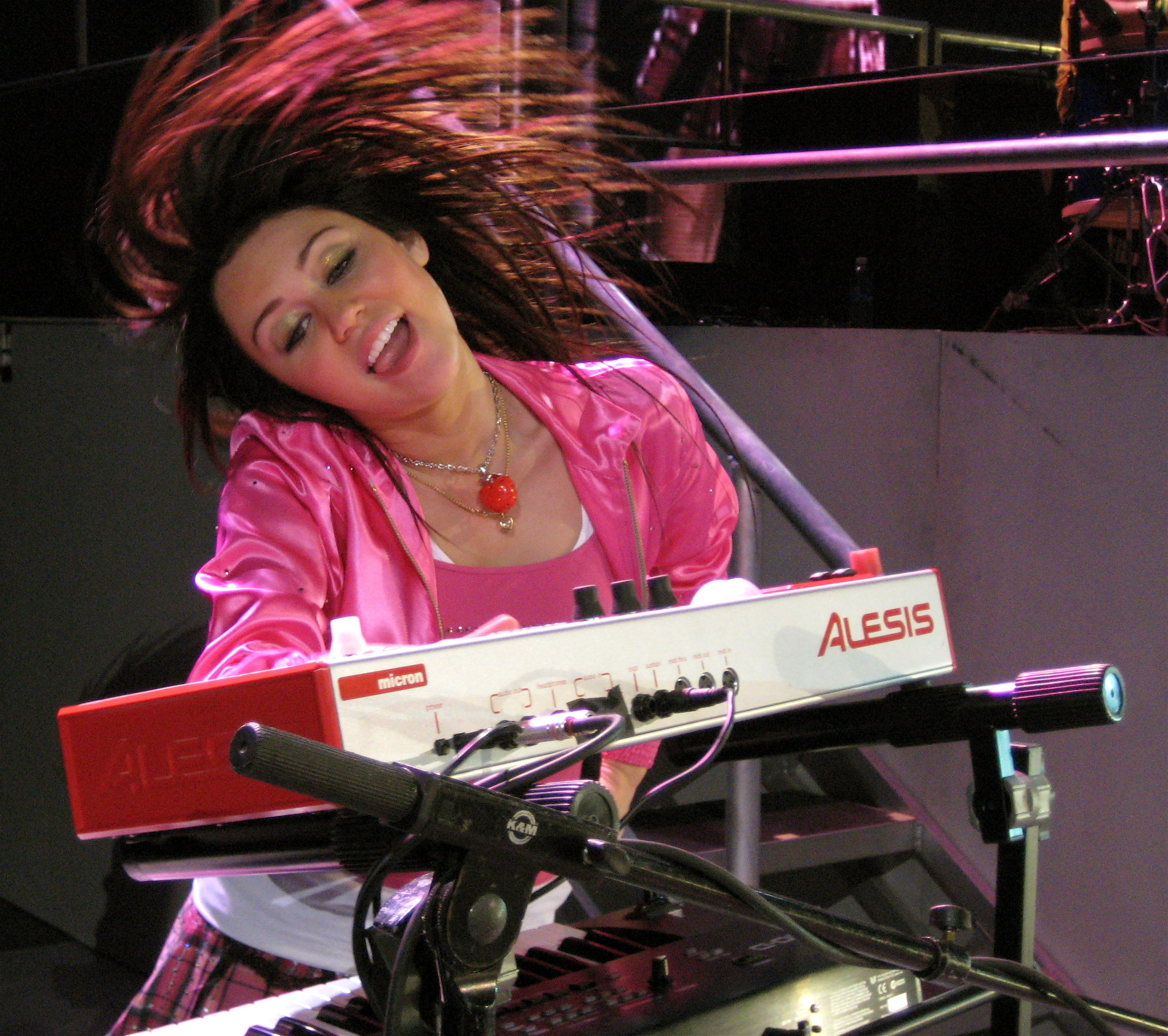
Під час виступу в 2008 році
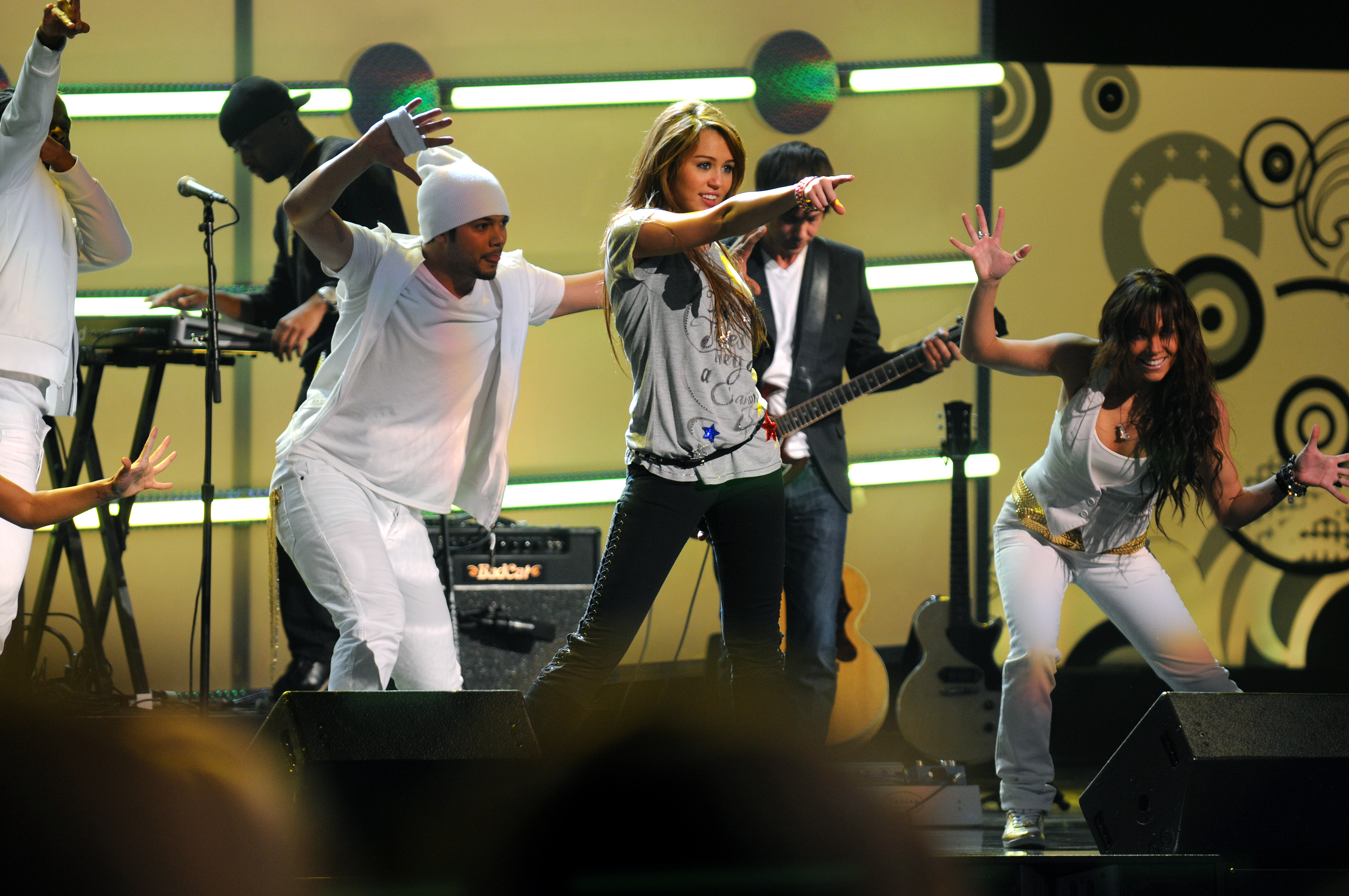
На концерті Kids Inaugural: We Are the Future" (19 січня 2009)
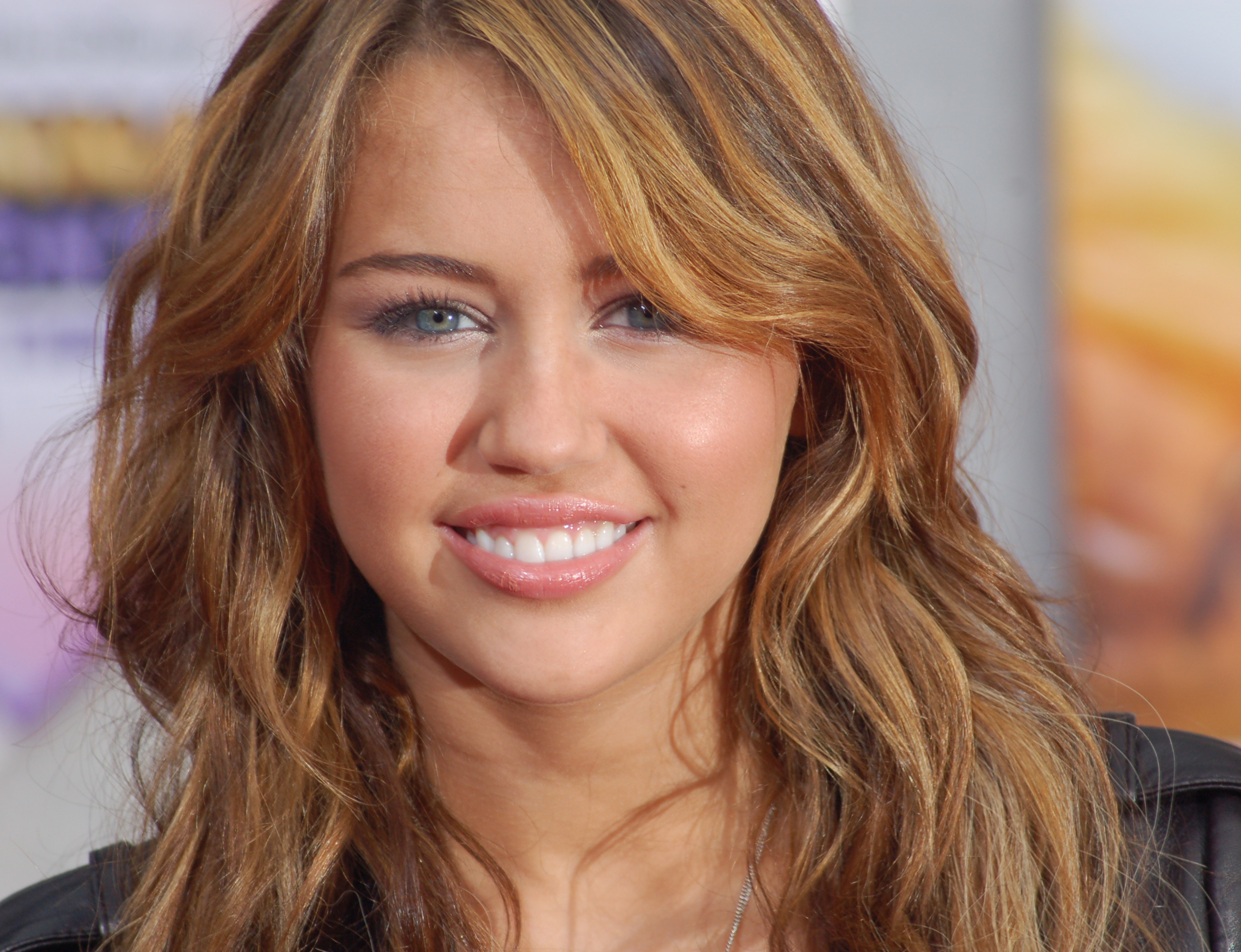
На прем'єрі фільму "Hannah Montana" (2 квітня 2009)
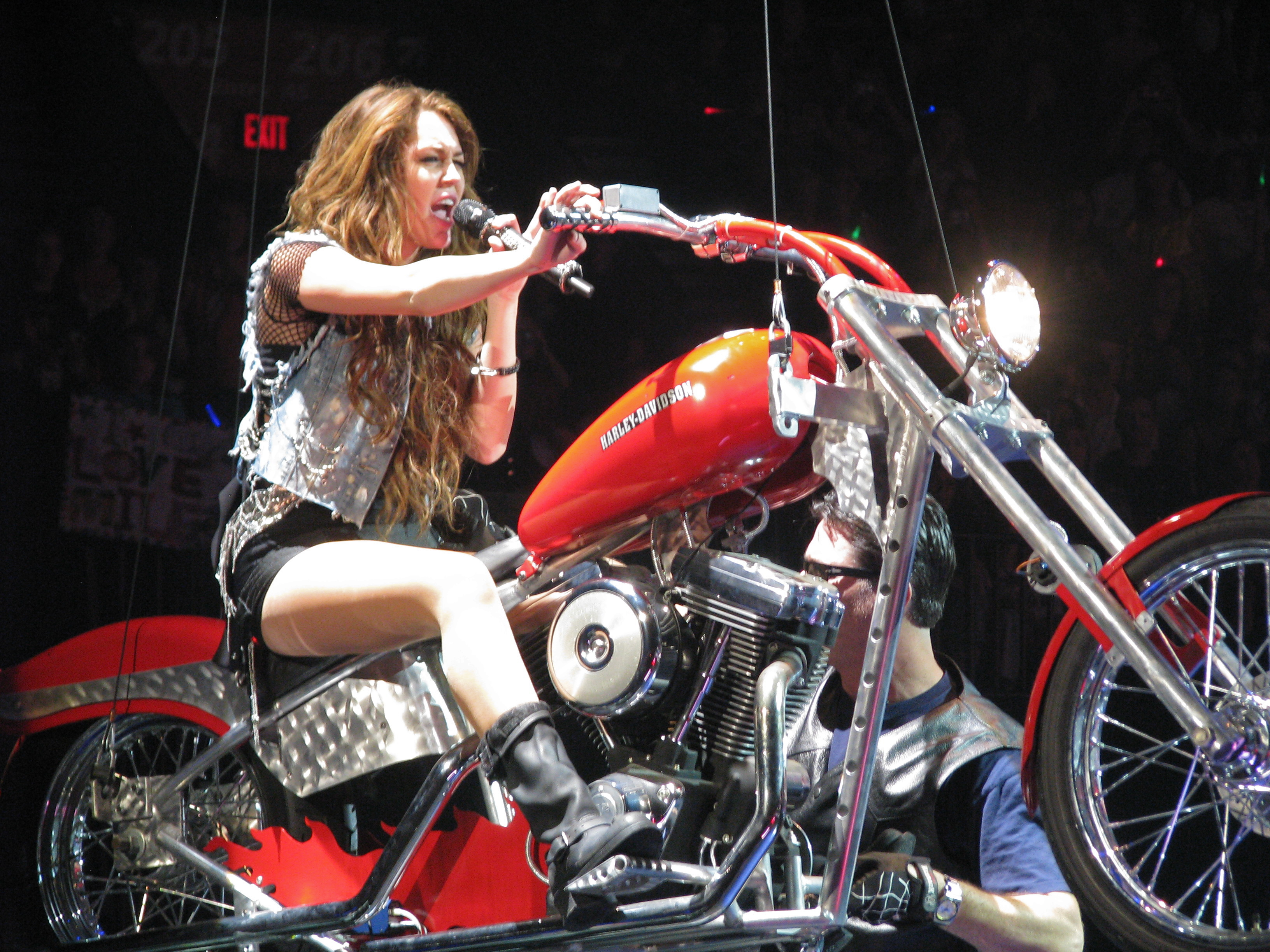
Під час виступу на "Wonder World Tour" (14 вересня 2009)